# El maestro de esgrima
El maestro de esgrima, escrita en 1985 y publicada en 1988, es la segunda novela de Arturo Pérez-Reverte. Junto con La tabla de Flandes y El club Dumas, fue una de las obras que catapultaron a Arturo Pérez-Reverte al reconocimiento literario y artístico. Fue incluida en la lista de las 100 mejores novelas en español del siglo XX del periódico español El Mundo.

## Trama
Ambientada en el Madrid galdosiano de 1868, está protagonizada por Jaime Astarloa, un maestro de esgrima que trabaja dando clases de florete a algunos nobles de la ciudad. Todo el escenario cambia cuando entra en juego una dama, que desea tomar clases de esgrima con Jaime Astarloa, y comienzan a suceder hechos que lo involucran y que él jamás iba a pensar que sucediesen.

## Breve análisis de la obra
La obra trata sobre el honor y la honradez, valores que llevan al protagonista Don Jaime, a enredarse en el camino que le ofrece una mujer, Adela, que rompe los condicionantes impuestos a la mujer del siglo XIX con sus conocimientos y habilidades con la esgrima. El protagonista de esta obra es un maestro de esgrima, Don Jaime, el cual vive en un mundo donde los duelos ya no se pelean como caballeros, con la espada en mano, sino que se solucionan con las sucias y ruidosas pistolas a pólvora. El protagonista y su arte (él se refiere así a la esgrima) se siente olvidado, ya que los jóvenes del Madrid de mediados del siglo XIX lo toman como un deporte, un pasatiempo y no una forma de entender la vida.

## Historia completa
Don Jaime Astarloa es uno de los pocos maestros de esgrima que quedan en la España de finales del siglo XIX. El general Prim acecha ya al gobierno de Isabel II y la revolución es el tema de las tertulias de café. Don Jaime, ya avanzado en edad, subsiste dando clases a algunos pipiolos y a su buen amigo Luís de Ayala-Vallespín, marqués de los Alumbres. Dedica su tiempo libre a la que ha sido la obsesión de toda su vida: hallar la estocada perfecta. Un día, una misteriosa mujer, Adela de Otero, se presenta reclamando los servicios del maestro. No solo eso; además quiere que le enseñe la estocada de los doscientos escudos, uno de los movimientos más efectivos ideados por el maestro. Lo que Jaime Astarloa ignora es el verdadero motivo por el que Adela de Otero ha acudido a él. El secreto de un importante escándalo que podría salir a la luz está de por medio, y Don Jaime, chapado a la antigua, se verá de pronto envuelto en una complicada trama de engaños y asesinatos.
El maestro de esgrima es una novela ambientada en el siglo XIX madrileño pero escrita con un estilo del Realismo de finales del siglo XX. Describe la vida madrileña de la época, la típica tertulia, el trasfondo del conflicto político, los cuadros de sociedad en los que la ciudad, y en este caso la capital, son el escenario imprescindible, etcétera. Es el escenario en el que transcurre esta sugerente historia de conspiración y crímenes con el acero de los floretes como guía (cada capítulo es el nombre de un movimiento de esgrima).

## Reconocimientos en la música y otros medios
En la canción Invisible de Mitsuruggy se menciona la novela. También en Rap vida 2003 de Nach.
'El profesor de esgrima', defendiendo el feminismo con la espada.